# 2,5-diamino-6-(ribozilamino)-4(3H)-pirimidinon 5'-fosfat reduktaza
2,5-diamino-6-(ribozilamino)-4(3)-pirimidinon 5'-fosfat reduktaza (EC 1.1.1.302, 2,5-diamino-6-ribozilamino-4(3H)-pirimidinon 5'-fosfatna reduktaza, MjaRED, MJ0671 (gen)) je enzim sa sistematskim imenom 2,5-diamino-6-(5-fosfo--ribozilamino)pirimidin-4(3H)-on:NAD(P)+ oksidoreduktaza. Ovaj enzim katalizuje sledeću hemijsku reakciju
2,5-diamino-6-(5-fosfo-D-ribitilamino)pirimidin-4(3H)-on + NAD(P)+ {\displaystyle \rightleftharpoons } 2,5-diamino-6-(5-fosfo--ribozilamino)pirimidin-4(3)-on + NAD(P)H + H+
Reakcija teče u suprotnom smeru. Dejstvo ovog enzima je korak u riboflavinskoj biosintezi. NADPH i NADH funkcionišu jednako dobro kao reduktanti. Ovaj enzim se razlikuje od EC 1.1.1.193, 5-amino-6-(5-fosforibozilamino)uracil reduktaze, pošto on ne katalizuje redukciju 5-amino-6-ribozilaminopirimidin-2,4(1H,3H)-dion 5'-fosfata.

## Literatura
- Nicholas C. Price; Lewis Stevens (1999). Fundamentals of Enzymology: The Cell and Molecular Biology of Catalytic Proteins (Third изд.). USA: Oxford University Press. ISBN 019850229X.
- Eric J. Toone (2006). Advances in Enzymology and Related Areas of Molecular Biology, Protein Evolution (Volume 75 изд.). Wiley-Interscience. ISBN 0471205036.
- Branden C; Tooze J. Introduction to Protein Structure. New York, NY: Garland Publishing. ISBN 0-8153-2305-0.
- Irwin H. Segel. Enzyme Kinetics: Behavior and Analysis of Rapid Equilibrium and Steady-State Enzyme Systems (Book 44 изд.). Wiley Classics Library. ISBN 0471303097.
- William P. Jencks (1987). Catalysis in Chemistry and Enzymology. Dover Publications. ISBN 0486654605.

## Spoljašnje veze
- 2,5-diamino-6-(ribosylamino)-4(3H)-pyrimidinone+5'-phosphate+reductase на 